# 나가하마역
나가하마역(일본어: 長浜駅, ながはまえき)은 일본 시가현 나가하마시에 있는 서일본 여객철도 (JR 서일본)의 호쿠리쿠 본선 상에 있는 철도역이다.

## 개요 및 역 구조
호쿠리쿠 본선 상의 역으로, 교토, 오사카 방면에의 직통 열차는 몇 편밖에 존재하지 않았으나, 1991년 9월의 다무라 ~ 나가하마 간의 직류화 공사의 완공으로 신쾌속 열차가 직통하게 되면서 비와코 선의 종점 역으로 어번 네트워크 내에 소속되게 되었다. 2006년 10월 21일부터는 쓰루가역까지의 직류화 공사가 완공되어, 신쾌속이 오미시오즈, 쓰루가까지 들어가게 되었지만, 안내상에서는 비와코 선의 종점을 나가하마 역으로 설정해놓고 있다.
신쾌속이 이 역까지 연장된 이래, 교토, 오사카 방면으로의 통근객에 의한 이용객이 증가하고 있다. 또, 토요일, 유일은 관광객들의 승강도 많아져, 비정기 이용객 비율이 비와코 선 내에서 매우 높은 편이다. 때문에, 통상의 근거리 자동 발매기에는 없는 1890엔 표 (오사카 역까지의 운임)가 이역에서 특별히 팔리고 있다. 단, 발매기에서는 신칸센의 특급권은 팔지 않는데다가, 창구도 1개소 밖에 없어 불편한 점도 있다.
이 역의 본선은 12량 편성까지 입선할 수 있지만, 당역 종착의 되돌림 운전으로 자주 사용되는 플랫폼인 4번 플랫폼은 8량까지 밖에 입선하지 못한다. 또, 이 역 이북으로 직통하는 신쾌속의 경우 플랫폼 유효장 관계로, 4량 편성으로 분할하여 운전하고 있다.
ICOCA나 J스루 카드등을 이용할 수 있으며, ICOCA의 상호 이용 대상인 Suica, TOICA, PiTaPa (스룻토 간사이 협의회)도 이용가능하다. 다만, J스루 카드의 경우 쓰루가 방면으로의 이용은 불가능하다.

### 승강장
| 1 | ■ 비와코 선     | ■ 보통, ■ 신쾌속 □ 급행 기타구니 호 | 마이바라 · 교토 · 오사카ㆍ히메지 방면 |
| 1 | ■ 비와코 선     | □ 특급 시라사기 호                  | 마이바라 · 기후 · 나고야 방면         |
| 2 | ■ 호쿠리쿠 본선 | ■ 보통, ■ 신쾌속                    | 오미시오즈 · 쓰루가 방면              |
| 2 | ■ 호쿠리쿠 본선 | □ 급행 기타구니 호                  | 나오에쓰 · 니가타 방면                |
| 2 | ■ 호쿠리쿠 본선 | □ 특급 시라사기 호                  | 가나자와 · 도야마 · 와쿠라 온천 방면  |
| 3 | ■ 호쿠리쿠 본선 | ■ 보통 (당역 발착)                  | 오미시오즈 · 쓰루가 방면              |
| 4 | ■ 비와코 선     | ■ 보통, ■ 신쾌속 (당역 발착)        | 마이바라 · 교토 · 오사카ㆍ히메지 방면 |
| 4 | ■ 호쿠리쿠 본선 | ■ 보통 (특별 열차)                  | 오미시오즈 · 쓰루가 방면              |

- 쓰루가 방면 (하행) 을 호쿠리쿠 본선으로, 마이바라·교토 방면 (상행) 을 비와코 선으로 안내하고 있다.

1번 플랫폼, 4번 플랫폼은 상행 (마이바라 방면) 진행이, 2, 3, 4번 플랫폼은 하행 (쓰루가 방면) 진행이 가능하다. 입선의 경우에는 마이바라 방면으로부터는 2, 4번 플랫폼에, 쓰루가 방면으로부터는 1, 3번 플랫폼에 접근이 가능하다.

## 역세권 정보
나가하마시의 중심부. 역 앞에는 로터리가 정비되어 있어, 버스 등이 발착한다. 주변에는 나가하마 시청, 나가하마 우체국, 나가하마 항 등의 다양한 공공 시설이 위치해 있으며, 상업 시설 또한 많다.

## 승차량 변동
| 회사      | 승차 인원 | 승차 인원 | 승차 인원 | 승차 인원 | 승차 인원 | 승차 인원 | 승차 인원 | 승차 인원 | 주 석 |
| 회사      | 1993년    | 1994년    | 1995년    | 1996년    | 1997년    | 1998년    | 1999년    | 2000년    | 주 석 |
| --------- | --------- | --------- | --------- | --------- | --------- | --------- | --------- | --------- | ----- |
| JR 서일본 | 4016      | 4096      | 4396      | 4727      | 4547      | 4619      | 4582      | 4621      | [ 1 ] |
| 회사      | 2001년    | 2002년    | 2003년    | 2004년    | 2005년    | 2006년    | 2007년    | 2008년    |       |
| JR 서일본 | 4724      | 4699      | 4689      | 4815      | 4909      | 4996      | 4818      | 4735      | [ 1 ] |

## 역사

### 직류 전철화의 종단 역
호쿠리쿠 본선은 1957년 10월 1일에 다무라 ~ 쓰루가 간이 교류 전화되었고, 1962년 12월 28일에 마이바라 ~ 다무라 간이 직류전화되어, 사카타 ~ 다무라 간에 절연 구간이 설치되었다.
하지만, 1991년 9월 14일, 도카이도 본선에 설정되어 있던 신쾌속이 입선하게 되어, 사카다 ~ 나가하마간을 직류전화시켜, 절연 구간을 도라히메 역 방향으로 이동시켰다. 이것으로 나가하마 역은 어번 네트워크의 가장 동쪽에 위치하게 되었다.
덧붙여, 2006년 10월 14일에 신쾌속이 쓰루가까지 입선하기 위하여, 쓰루가까지 직류전화를 실시, 현재는 절연 구간을 쓰루가 역 북쪽의 호쿠리쿠 터널 앞으로 이동시켰다.

### 연표
- 1882년 3월 10일 - 나가하마 역으로부터 가네가사키 역까지의 노선이 개업하여, 기점인 형태의 일본국유철도 일반역으로 개업.
- 1884년 5월 25일 - 오가키역으로부터 스이조 역 경유의 노선이 개업.
- 1889년 7월 1일 - 세키가하라역으로부터 마이바라역 경유 바바 역까지의 노선과, 나가하마 역으로부터 마이바라 역간을 잇는 노선이 개업. 구선인 세키가하라 ~ 나가하마 간은 영업 중지.
- 1891년 1월 21일 - 영업 중지되었던 후카타역 (시가현)까지의 노선이 화물 지선으로 운행 재개.
- 1899년 12월 28일 - 후카타 역까지의 노선이 폐지.
- 1903년 1월 1일 - 신역사가 현재의 터에 완성되어 사용 개시, 구 역사 사용 중지.
- 1909년 10월 12일 - 노선 명칭 제정으로 호쿠리쿠 본선에 소속.
- 1984년 2월 1일 - 컨테이너, 차급 화물등의 화물 취급 폐지.
- 1986년 11월 1일 - 수화물 취급 폐지.
- 1987년 4월 1일 - 일본국유철도의 분할 민영화로 서일본 여객철도의 역이 됨.
- 1991년 9월 14일 - 마이바라역 ~ 나가하마 역간의 직류전화로, 신쾌속이 연장 운전.
- 2006년 10월 14일 - 신쾌속이 쓰루가역까지 연장됨. 그에 맞추어, 교상 역사의 영업 개시, 배리어 프리 시설 정비 및 동서 자유 통로 신설.

## 기타 사항
- 제 2회 긴키의 역 100선에 선정.
- 미도리노마도구치 (창구)는 개찰구 옆에 1개소만 존재. ICOCA, 정기권은 창구에서 구입.
- 자동 발매기 반대편에는 관광 안내소와 대합실이 존재. 대합실은 오후 8시까지 이용가능하며, 그 이후에는 자동적으로 문이 잠긴다.
- 역 앞의 주차장은 원래는 인근 백화점의 주차장이었지만, 현재는 유료 주차장으로 일반에게도 개방해, 파크 & 라이드가 가능하다.
- 1, 2, 4번선의 플랫폼에는 대합실이 있다.
- 3, 4번선과 1번선의 도라히메 방면에 있는 구 과선교는 철거되었다.
- 구 역사는 화장실이 개찰구 바깥에만 존재하는 구조로, 신 역사 설치시 개선을 요구했지만, 결국 화장실은 개찰구 바깥의 휴식실 앞에 설치되었다.
- 나가하마 역 초대 역장은 나중에 도쿄역의 초대 역장으로 임명된 다카하시 젠이치.
- 우량계가 설치된 역이다.

## 인접역
| 서일본 여객철도 호쿠리쿠 본선 | 서일본 여객철도 호쿠리쿠 본선             | 서일본 여객철도 호쿠리쿠 본선 |
| ----------------------------- | ----------------------------------------- | ----------------------------- |
| 다무라 교토 · 마이바라 방면   | ■ 비와코 선 · 호쿠리쿠 본선 신쾌속 · 보통 | 도라히메 쓰루가 방면          |